# Phthiridium inopinatum
Phthiridium inopinatum är en tvåvingeart som först beskrevs av Oskar Theodor 1957.  Phthiridium inopinatum ingår i släktet Phthiridium och familjen lusflugor. Inga underarter finns listade i Catalogue of Life.